# Dům U Bodů
Dům U Bodů, známý též jako dům U Černého krkavce či dům U Štichů, je původně gotický, následně renesančně, barokně a klasicistně přestavěný dům na Ovocném trhu ve Starém Městě pražském. Nachází se mezi domem U Bílého věnce a domem U České orlice.

## Popis

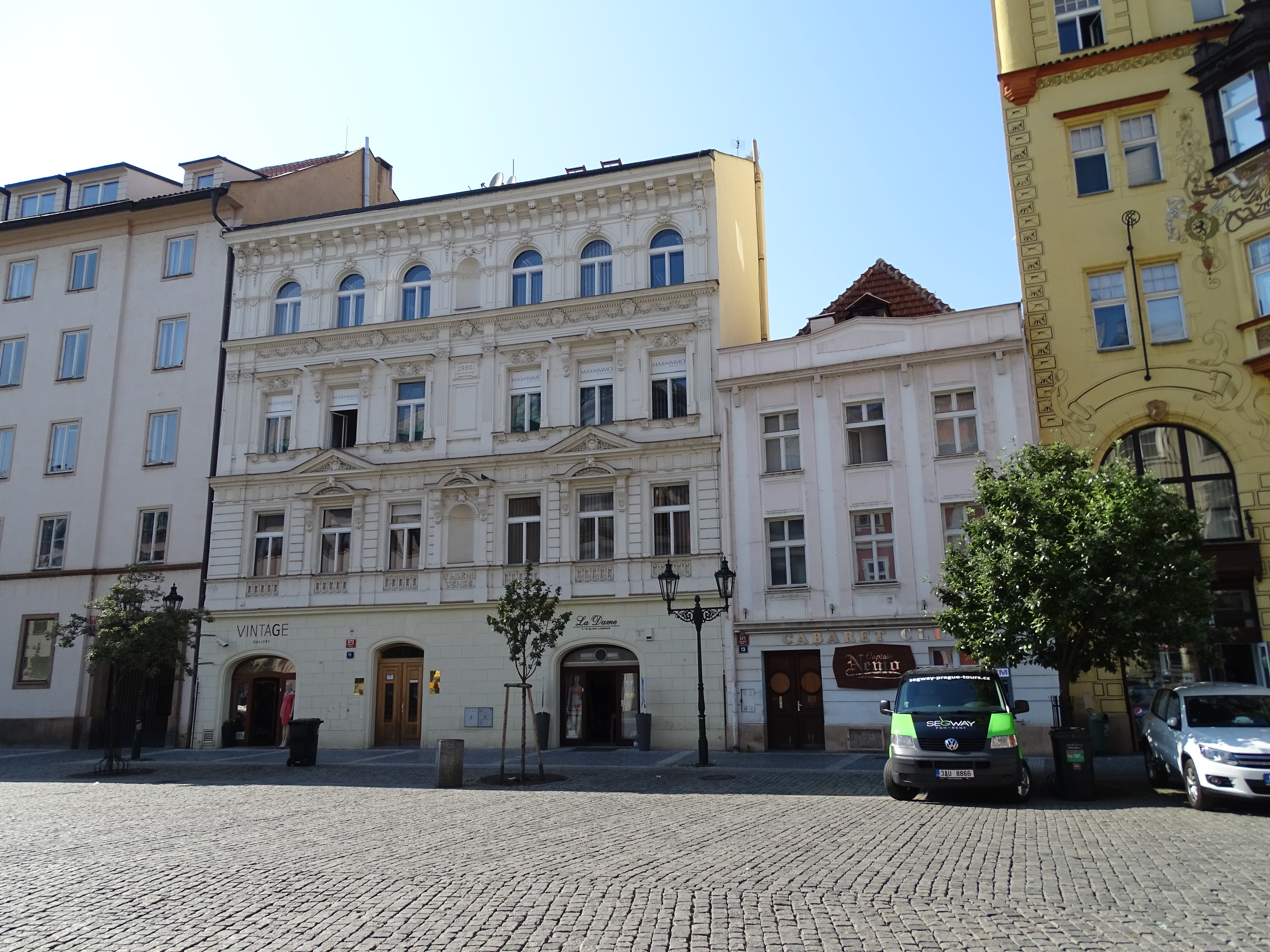
Dům U Bílého věnce a dům U Bodů na Ovocném trhu

Dům má celkem čtyři podlaží, počítaje gotické sklepy pod budovou. Nad přízemím se nacházejí dvě patra, na něž je nasazena sedlová střecha s hřebenem kolmým k náměstí. Každé patro obsahuje tři stejná novodobá okna, v přízemí jsou vlevo usazeny dveře a vpravo jedno okno. Na oknem a dveřmi je zlato-černý nápis CABARET CLUB a pod ním dřevěná deska přibližně obdélníkového tvaru s nápisem Captain Nemo.
Budova je světle růžovo-bílá a přízemní fasáda je rozdělena šesti vodorovnými rýhami.
Půdorys je tvořen obdélníkem, jež v zadní části domu odbočuje vlevo. Má plochu 148 m².

## Historie
Budova je v jádru gotická, obsahuje gotické sklepy. Byla několikrát přestavěna. První úprava byla renesanční, ta určila současnou výšku domu. Následovala úprava barokní a poté klasicistní (1834), současnou podobu má budova od roku 1920, kdy byl odstraněn barokní štít.